# Bogumił Ferensztajn
Bogumił Zygmunt Ferensztajn (ur. 20 kwietnia 1934 w Radomiu, zm. 29 grudnia 1996) – polski inżynier górnik i polityk, minister gospodarki przestrzennej i budownictwa (1987–1989), poseł na Sejm PRL IX kadencji.

## Życiorys
Syn Franciszka i Zofii. Absolwent Wydziału Górniczego Politechniki Śląskiej (1956). Od 1969 do 1973 główny inżynier specjalista w Głównym Biurze Studiów i Projektów Górniczych w Katowicach. W latach 1976–1982 był dyrektorem Biura Studiów i Typizacji w Katowicach. W 1980 uzyskał stopień doktora nauk technicznych.
Od 1960 był członkiem Polskiej Zjednoczonej Partii Robotniczej. W latach 1963–1973 był I sekretarzem podstawowych organizacji partyjnych. Od 1973 do 1984 był radnym Wojewódzkiej Rady Narodowej w Katowicach. W latach 1983–1987 był I sekretarzem Komitetu Wojewódzkiego PZPR w Katowicach (ponadto od 1982 do 1987 zasiadał w jego sekretariacie i egzekutywie, do 1983 był jednocześnie sekretarzem ds. ekonomicznych). Od 1984 do 1986 był zastępcą członka Komitetu Centralnego PZPR. W okresie 1986–1987 pełnił funkcję zastępcy członka Biura Politycznego KC PZPR (będąc członkiem KC). W latach 80. wchodził również w skład Rady Redakcyjnej organu teoretycznego i politycznego KC PZPR „Nowe Drogi”.
Od 1985 do 1989 pełnił mandat posła na Sejm PRL IX kadencji z okręgu Katowice, zasiadając w Komisji Górnictwa i Energetyki. Od 1987 do 1989 był ministrem gospodarki przestrzennej i budownictwa w rządach Zbigniewa Messnera i Mieczysława Rakowskiego.
Pochowany na cmentarzu komunalnym w Tychach.

## Odznaczenia, wyróżnienia i nagrody
- Krzyż Oficerski Orderu Odrodzenia Polski (1983)
- Krzyż Kawalerski Orderu Odrodzenia Polski (1974)
- Złoty Krzyż Zasługi (1969)
- Srebrny Krzyż Zasługi (1964)
- Srebrny Medal „Za zasługi dla obronności kraju” (1972)
- Brązowy Medal „Za zasługi dla obronności kraju” (1970)
- Medal 30-lecia Polski Ludowej (1974)
- Medal 40-lecia Polski Ludowej (1984)
- Brązowa Odznaka „W Służbie Narodu” (1980)
- Srebrna Odznaka honorowa „Zasłużony dla górnictwa PRL”
- Złoty Medal „Za Zasługi w Umacnianiu Przyjaźni PRL-ZSRR” (1987)[3]
- Zespołowa nagroda III stopnia Ministra Obrony Narodowej za pracę w dziedzinie nauki i techniki (1976)
- Nagroda I stopnia Ministra Górnictwa i Energetyki za prace projektowe – nowe rozwiązania dla kopalni „Lenin” (1976)
- Wpis do Księgi Zasłużonych dla dzielnicy miasta Katowice-Wschód (1975)
- Wpis do Księgi Zasłużonych dla miasta Katowice (1978)
- Złota Odznaka „Zasłużonemu w rozwoju województwa katowickiego” (1973)
- Srebrna Odznaka „Zasłużonemu w rozwoju województwa katowickiego” (1961)
- Medal „Za Zasługi dla 1 Dywizji Artylerii OPK im. Powstańców Śląskich”
- Srebrny Order „Gwiazda Przyjaźni między Narodami” (Niemcy Wschodnie, 1986)[4]